# Энквист, Пол
Пол Энквист (англ. Paul Enquist; род. 13 декабря 1955, Сиэтл, Вашингтон) — американский гребец, выступавший за сборную США по академической гребле в первой половине 1980-х годов. Чемпион летних Олимпийских игр в Лос-Анджелесе, победитель и призёр многих регат национального значения.

## Биография
Пол Энквист родился 13 декабря 1955 года в Сиэтле, штат Вашингтон.
Учился в местной старшей школе Ballard High School. Обладая достаточно высоким ростом, пробовал себя в баскетбольной команде Университета штата Вашингтон, однако каких-то значительных успехов здесь не добился и в конечном счёте решил перейти в академическую греблю. Выступал за гребную команду Вашингтонского университета, в частности в 1977 году помог ей выиграть награды Grand Challenge Cup и Visitors Challenge Cup на Королевской регате Хенли.
В 1983 году вошёл в основной состав американской национальной сборной по академической гребле и выступил на чемпионате мира в Дуйсбурге, где занял шестое место в зачёте парных двоек.
Благодаря череде удачных выступлений удостоился права защищать честь страны на домашних летних Олимпийских играх 1984 года в Лос-Анджелесе — вместе с напарником Брэдом Аланом Льюисом обошёл всех своих соперников в программе парных двоек и тем самым завоевал золотую олимпийскую медаль.
Вскоре по окончании лос-анджелесской Олимпиады Энквист принял решение завершить спортивную карьеру и пошёл работать на рыболовецкой лодке своего отца. Впоследствии он выкупил лодку и полностью посвятил себя рыболовному бизнесу.